# Matthias Klotz (Maler)
Matthias Klotz (* 25. Februar 1748 in Straßburg; † 21. März 1821) war ein deutscher Bühnenmaler und Lithograf.
Er arbeitete als kurfürstlicher Hof- und Theatermaler in München. Darüber hinaus entwickelte er eine eigene Farbenlehre. Er war Vater des Bühnenbildners Joseph Klotz (1785–1830).
Matthias Klotz starb 1821 im Alter von 73 Jahren in München.

## Grabstätte

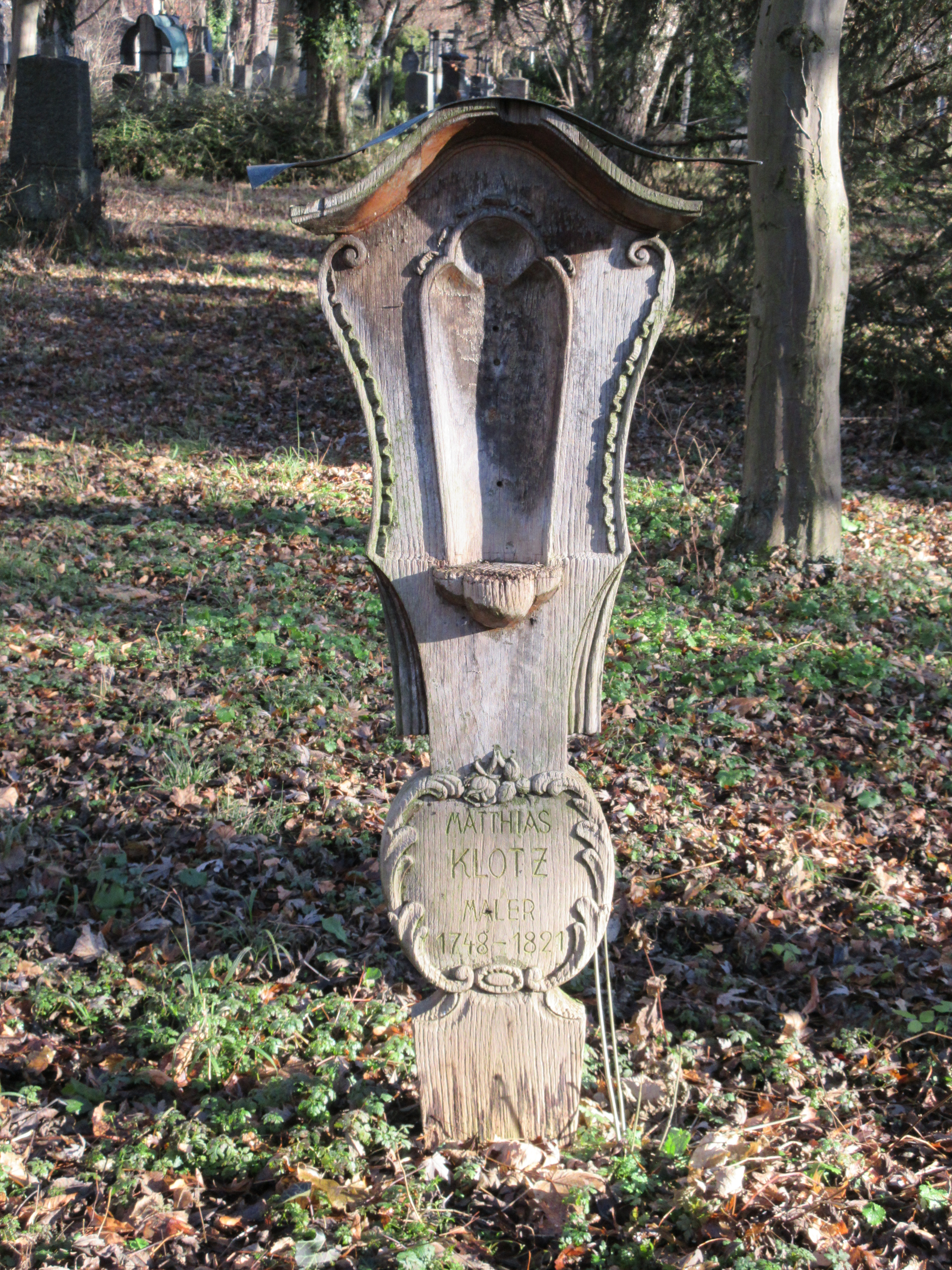
Grab von Mathias Klotz auf dem Alten Südlichen Friedhof in München

Die Grabstätte von Mathias Klotz befindet sich auf dem Alten Südlichen Friedhof in München (Gräberfeld 25 – Reihe 12 – Platz 29) Standort.

## Veröffentlichungen
- Gründliche Farbenlehre. München 1816.